# Ariceștii Zeletin
Ariceștii Zeletin – wieś w Rumunii, w okręgu Prahova, w gminie Ariceștii Zeletin. W 2011 roku liczyła 982 mieszkańców.